# Jimmy Rip
Jimmy Rip é um guitarrista, compositor e produtor musical norte-americano, mais conhecido por seu trabalho com Jerry Lee Lewis, Mick Jagger, Michael Monroe e Tom Verlaine, atualmente é integrante da banda Television substituindo o guitarrista Richard Lloyd.

## Carreira
Rip começou a tocar guitarra aos seis anos e começou a se apresentar em shows aos doze. No começo da década de 80 ganhou certa reputação como músico de estúdio em Nova Iorque. Ele foi membro do Kid Creole & The Coconuts, e começou seu trabalho de anos com Tom Verlaine, contribuindo na maioria de seus álbuns solo.
Em 1986 Rip trabalhou no álbum "Afternoons in Utopia" da banda Alphaville. Participou das sessões do álbum "Wandering Spirit" de Mick Jagger e em 1997 lançou seu primeiro álbum solo chamado "Way Past Blue".
Em 2006 Rip fez a produção e participou como guitarrista do álbum "Last Man Standing" de Jerry Lee Lewis. Um ano depois se juntou a banda Television depois da saída do guitarrista Richard Lloyd. Desde então tem tocado com a banda em turnês e gravações para o lançamento de um novo disco, depois da turnê de 2009 pela Europa e América do Sul ele completou sua participação no primeiro álbum da banda de rock "Voodoo Lizards" da Croácia.